# Move Over (film 1917)
 Move Over è un cortometraggio muto del 1917 diretto da Roy Clements.

## Produzione
Il film fu prodotto dalla Nestor Film Company e dall'Universal Film Manufacturing Company.

## Distribuzione
Il copyright del film venne registrato il 10 agosto 1917. Distribuito dall'Universal Film Manufacturing Company, il cortometraggio uscì nelle sale cinematografiche USA il 20 agosto 1917.